# Eparquía de Satna
La eparquía de Satna (en latín: Eparchia Satnensis y en inglés: Syro-Malabar Catholic Eparchy of Satna) es una circunscripción eclesiástica de la Iglesia católica en India. Se trata de una eparquía siro-malabar sufragánea de la arquidiócesis de Bhopal. Desde el 22 de julio de 2015 su eparca es Joseph Kodakallil.

## Territorio y organización
La eparquía tiene 45 188 km² y extiende su jurisdicción sobre todos los fieles de la Iglesia católica (excepto los siro-malankaras) residentes en los distritos de Tikamgarh, Sidhi, Satna, Rewa, Chhatarpur, Panna, Singrauli (separado de Sidhi el 24 de mayo de 2008) y Niwari (separado de Tikamgarh el 1 de octubre de 2018) en el estado de Madhya Pradesh en India. Es un territorio de misión exclusiva del clero siro-malabar.
La sede de la eparquía se encuentra en la ciudad de Satna, en donde se halla la Catedral de San Vicente.
En 2020 en la eparquía existían 17 parroquias:
- Maria Mata Catholic Church, en Chhatarpur
- St Louis' Church, en Jayant
- St Michael's Church, en Kailaspur
- St Joseph's Church, en Khajuraho
- St Jude's Church, en Lavkushnagar
- St Thomas Church, en Maihar
- St Mary's Church, en Nowgong
- St Joseph's Church, en Panna
- St Ephrem's Church, en Pateri
- St Francis Xavier's Church, en Rewa
- St Vincent's Cathedral, en Satna
- St Thomas Church, en Sidhi
- Holy Family Church, en Singrauli
- Little Flower Church, en Tikamgarh
- St Vincent's Church, en Vindhyanagar
- St Paul's Church, en Waidhan

## Historia
Debido a la oposición de la Conferencia de Obispos de la India a que se establecieran jurisdicciones separadas siro-malabares y siro-malankaras fuera de sus respectivos territorios propios, los papas erigieron exarcados apostólicos y eparquías regidas por el clero siro-malabar con plena jurisdicción sobre todos los fieles católicos en ellas. Esto fue así dado que más del 70 por ciento del total de misioneros que trabajan en diferentes partes de la India, es de la Iglesia siro-malabar.
El 29 de julio de 1968 fue erigido el exarcado apostólico de Satna mediante la bula In more est del papa Pablo VI, separando territorio de la diócesis de Jabalpur, quedando como suffragan ad Instar de la arquidiócesis de Bhopal. Fue confiado a la Congregación Vicentiana Malabar.

In more est Apostolicae huius Sedis, idque frequentissime et Nos fecimus, eorum Praesulum sententiis accedere, qui magna esse cum fidelium utilitate coniunctum putant, si quibusdam suarum dioecesium territoriis novae constituantur ecclesiasticae circumscriptiones, aliis, ut regantur, Antistitibus Pastoribusque tradendae. Cumque ideo censuerit Sacra Congregatio pro Ecclesiis Orientalibus, de sententia venerabilis Fratris Leobaldi D'Souza, Episcopi Jabalpurensis, omniumque Episcoporum Status vulgo Madhya-Pradeshensis in India, postque auditum Apostolicum in India Pro-Nuntium atque Sacram Congregationem pro Gentium Evangelizatione, esse ibi locorum novum exarchatum ritus Malabarensis constituendum, quod Nobis eadem Congregatio proposuit libenti animo accepimus, sequentia decernentes. A dioecesi Jabalpurensi territorium separamus, quod civiles districtus complectitur, vulgo Tikamgarh, Chhatarpur, Panna, Satna, Rewa, Sidhi, atque iis exarchatum apostolicum ritus Malabarensis condimus, quem sodalibus Congregationis Vincentianae ritus Malabarensis concredimus. Conditus exarchatus, nomine Satnensis, regetur ad normam iuris, attentis in primis cann. 266-387 Litterarum Apostolicarum «Cleri Sanctitati», die altero mensis iunii, anno millesimo nongentesimo quinquagesimo septimo, datarum, servato praesertim can. 382 de cura fidelium diversi ritus in territorio exstantium. Decernimus praeterea ut, quo magis pastoralis unitas et habeatur et provehatur, idem exarchatus metropolitanae Sedi Bhopalensi subdatur, instar Ecclesiae suffraganeae. Ea tandem quae praescripsimus ad effectum deducat Apostolicus in India Pro-nuntius, vel ab eo delegatus vir. Qui vero negotium perfecerit, congrua documenta exaranda curet eaque ad Sacram Congregationem pro Ecclesiis Orientalibus mittat, de more signata sigilloque impressa.

El 26 de febrero de 1977 el papa Pablo VI elevó el exarcado apostólico al rango de eparquía con la bula Ecclesiarum Orientalium. La instalación y erección de la eparquía tuvo lugar el 31 de julio de 1977.

Qua re, cum Sacra Congregatio pro Ecclesiis Orientalibus bene fieri censuerit, si Exarchatus Apostolicus Satnensis, qui est in India, ad dignitatem Eparchiae eveheretur, Nos post rem bene in animo reputatam atque rati posse id in fidelium bonum cedere eius ecclesiasticae circumscriptionis, haec consilia Sacrae illius Congregationis rata habentes, admotae expostulationi concedimus. Quae cum ita sint, Exarchatum Apostolicum Satnensem ad gradum atque dignitatem Eparchiae tollimus, factis iuribus quae talibus Ecclesiis iure fieri solent, quaeque potissimum Litteris Apostolicis continentur « Cleri sanctitati », die altera mensis Iunii, anno MCMLVII datis, maxime canonibus 397-526. Statuimus etiam, ut nova Eparchia Bhopalensi Sedi subiciatur. Cetera vero quae ad Eparchiae regimen et administrationem respiciant, ad iura cleri atque populi, similia, Iure Canonico omnino regantur.

El 26 de marzo de 2015 el papa Francisco creó dos circunscripciones eclesiásticas siro-malankaras (eparquía de San Juan Crisóstomo de Gurgaon y el exarcado apostólico de San Efrén de Khadki) con la constitución apostólica Quo aptius consuleretur con el fin de cubrir todo el territorio de India ubicado fuera del territorio propio de la Iglesia católica siro-malankara. Desde entonces los fieles siro-malankaras de la jurisdicción de la eparquía de Satna pasaron a integrar la eparquía de San Juan Crisóstomo de Gurgaon.

## Estadísticas
Según el Anuario Pontificio 2021 la eparquía tenía a fines de 2020 un total de 2860 fieles bautizados.
| Año                                                                             | Población            | Población  | Población      | Sacerdotes | Sacerdotes    | Sacerdotes    | Bautizados por sacerdote | Diáconos permanentes | Religiosos | Religiosos | Parroquias |
| Año                                                                             | Bautizados católicos | Total      | % de católicos | Total      | Clero secular | Clero regular | Bautizados por sacerdote | Diáconos permanentes | Varones    | Mujeres    | Parroquias |
| ------------------------------------------------------------------------------- | -------------------- | ---------- | -------------- | ---------- | ------------- | ------------- | ------------------------ | -------------------- | ---------- | ---------- | ---------- |
| 1970                                                                            | 550                  | 3 421 393  | 0.0            | 12         | 1             | 11            | 45                       |                      | 11         | 11         | 1          |
| 1980                                                                            | 941                  | ?          | ?              | 26         | 2             | 24            | 36                       |                      | 28         | 92         | 8          |
| 1990                                                                            | 1660                 | 5 927 000  | 0.0            | 35         | 8             | 27            | 47                       |                      | 34         | 128        | 16         |
| 1999                                                                            | 2620                 | 7 180 655  | 0.0            | 36         | 14            | 22            | 72                       |                      | 53         | 127        | 9          |
| 2000                                                                            | 2650                 | 7 180 655  | 0.0            | 36         | 14            | 22            | 73                       |                      | 57         | 131        | 9          |
| 2001                                                                            | 2678                 | 7 200 235  | 0.0            | 45         | 23            | 22            | 59                       |                      | 57         | 131        | 9          |
| 2002                                                                            | 2770                 | 9 203 562  | 0.0            | 37         | 18            | 19            | 74                       |                      | 36         | 140        | 9          |
| 2003                                                                            | 3030                 | 9 203 562  | 0.0            | 52         | 28            | 24            | 58                       |                      | 39         | 143        | 13         |
| 2004                                                                            | 2707                 | 9 503 562  | 0.0            | 53         | 27            | 26            | 51                       |                      | 47         | 144        | 16         |
| 2009                                                                            | 2575                 | 9 739 745  | 0.0            | 63         | 43            | 20            | 40                       |                      | 34         | 134        | 18         |
| 2010                                                                            | 2527                 | 9 869 358  | 0.0            | 68         | 48            | 20            | 37                       |                      | 31         | 136        | 18         |
| 2014                                                                            | 2817                 | 10 459 000 | 0.0            | 62         | 44            | 18            | 45                       |                      | 29         | 147        | 16         |
| 2017                                                                            | 2893                 | 11 120 815 | 0.0            | 60         | 45            | 15            | 48                       |                      | 29         | 141        | 16         |
| 2020                                                                            | 2860                 | 11 242 365 | 0.0            | 68         | 51            | 17            | 42                       |                      | 29         | 133        | 25         |
| Fuente: Catholic-Hierarchy, que a su vez toma los datos del Anuario Pontificio. |                      |            |                |            |               |               |                          |                      |            |            |            |

## Episcopologio
- Abraham D. Mattam, C.V. † (29 de julio de 1968-18 de diciembre de 1999 retirado)
- Matthew Vaniakizhakel, C.V. (18 de diciembre de 1999-27 de agosto de 2014 renunció)
- Joseph Kodakallil, desde el 22 de julio de 2015[6]